# ミス・アース
ミス・アース（Miss Earth）は、国際的なミス・コンテストである。

## 概要
フィリピンのカルーセル・プロダクションが主催するミス・コンテストである。世界大会は毎年11月に開催されており、その開催地は2010年及び2015年を除きすべてフィリピン国内である。なお、カルーセル・プロダクションは国内大会のミス・フィリピン・アースも運営している。
ミス・ワールド、ミス・ユニバース、ミス・インターナショナルと並ぶ世界四大ミスコンテストのひとつにも挙げられる。ABS-CBNとFOXライフでテレビ中継される。
大会の順位には、優勝のミス・アースのほかに、第2位のミス・エア（空）、第3位のミス・ウォーター（水）、第4位のミス・ファイヤー（火）がある。ミス・アース・ジャパンエリアパートナー本部は、これらは地球が持つ空気と水と火のエネルギーの大切さを訴えたものであると説明している。
2021年にはベトナムのラムドン省で「ミス・アース・ベトナム」が初開催された。

## 批判と問題点

### 国際大会

#### スポンサーによるセクシャルハラスメントの告発
2018年、ミス・アース・カナダ、ミス・アース・イングランド、ミス・アース・グアムが、スポンサーがコンテスト出場者を繰り返し自宅に誘ったり、ルームナンバーを尋ねたりする等のセクシャルハラスメントがあったと告発。このスポンサーは疑惑を否定したものの、コンテストから永久追放された。

#### 国連やUNウィメンとのパートナーシップの虚偽表示
2023年3月、共同通信は、ミス・アース世界大会の公式ウェブサイトが、国際連合、UNウィメンや世界自然保護基金のロゴを無許可で「パートナーシップ」として掲載していると報じた。

### 東北大会

#### 出場後のパーティでのキャバクラまがいの接待
2023年3月、共同通信は、ミス・アース東北大会の終了後の全員参加のパーティで出場者がキャバクラまがいの接待をさせられたと報じた。

#### 無関係の県代表としての出場
2023年3月、共同通信は、ミス・アース東北大会への出場者の証言として、運営企業から本人とは関係のない県の代表としての出場を依頼され、実際に出場したと報じた。

## 歴代のミス・アース
開催地の国は特記のないものはフィリピンでの開催。
| 年     | ミス・アース                 | 国・地域                 | 開催地                 | 会場                                 |
| ------ | ---------------------------- | ------------------------ | ---------------------- | ------------------------------------ |
| 2001年 | カテリナ・スベンソン         | デンマーク               | ケソンシティ           | U.P.ケソン・シアター                 |
| 2002年 | ジャラ・グラボビッチ（剥奪） | ボスニア・ヘルツェゴビナ | ケソンシティ           | 民俗芸術劇場                         |
| 2002年 | ウィンフレッド・オムワカウェ | ケニア                   | ケソンシティ           | 民俗芸術劇場                         |
| 2003年 | ダニア・プリンス             | ホンジュラス             | ケソンシティ           | U.P.ケソン・シアター                 |
| 2004年 | プリシラ・メイレレス         | ブラジル                 | ケソンシティ           | U.P.ケソン・シアター                 |
| 2005年 | アレクサンドラ・ブラウン     | ベネズエラ               | ケソンシティ           | U.P.ケソン・シアター                 |
| 2006年 | ヒル・ヘルナンデス           | チリ                     | マニラ                 | 国立人類学博物館                     |
| 2007年 | ジェシカ・トリスコ           | カナダ                   | ケソンシティ           | U.P.ケソン・シアター                 |
| 2008年 | カーラ・ヘンリー             | フィリピン               | パンパンガ州           | クラーク・エクスポ円形劇場           |
| 2009年 | ラリッサ・ラモス             | ブラジル                 | ボラカイ島             | ボラカイ・コンヴェンション・センター |
| 2010年 | ニコール・ファミア           | インド                   | ベトナム・ニャチャン   | ヴィンパール・ランド円形劇場         |
| 2011年 | オルガ・アラバ               | エクアドル               | ケソンシティ           | U.P.ケソン・シアター                 |
| 2012年 | テレザ・フレボフスカ         | チェコ                   | アラバン               | ヴェルサイユ宮殿 Versailles Palace   |
| 2013年 | アリス・ヘンリッチ           | ベネズエラ               | アラバン               | ヴェルサイユ宮殿 Versailles Palace   |
| 2014年 | ジェイミー・ヘレル           | フィリピン               | ケソンシティ           | U.P.ケソン・シアター                 |
| 2015年 | アンジェリア・オン           | フィリピン               | オーストリア・ウィーン | マルクス・ホール                     |
| 2016年 | キャサリン・エスピン         | エクアドル               | パサイ                 | モール・オブ・アジア・アリーナ       |
| 2017年 | カレン・イバスコ             | フィリピン               | パサイ                 | モール・オブ・アジア・アリーナ       |
| 2018年 | Nguyễn Phương Khánh          | ベトナム                 | パサイ                 | モール・オブ・アジア・アリーナ       |
| 2019年 | Nellys Pimentel              | プエルトリコ             | パラニャーケ           | コーブマニラ（オカダマニラ）         |
| 2020年 | リンジー・コフィー           | アメリカ合衆国           |                        | バーチャル                           |
| 2021年 | デスティニー・ワーグナー     | ベリーズ                 |                        | バーチャル                           |
| 2022年 | ミナ・スー・チェ             | 韓国                     | パラニャーケ           | コーブマニラ（オカダマニラ）         |
| 2023年 | Drita Ziri                   | アルバニア               | ベトナム・ホーチミン市 | Van Phuc City                        |
| 2024年 | ジェシカ・レーン             | オーストラリア           | パラニャーケ           | コーブマニラ（オカダマニラ）         |

## 近年のミス・アース

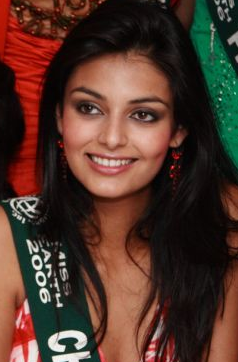
ヒル・ヘルナンデス（2006年）
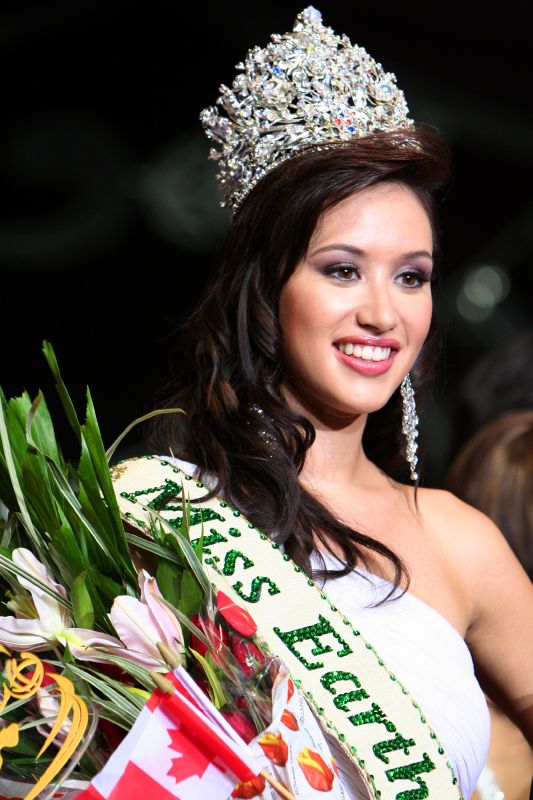
ジェシカ・トリスコ（2007年）
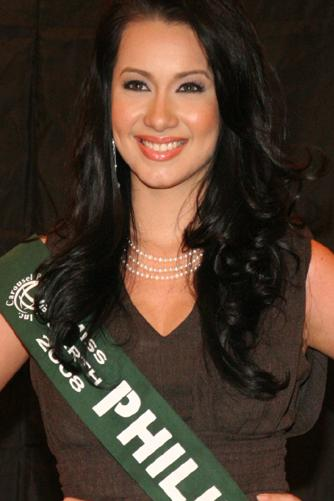
カーラ・ヘンリー（2008年）
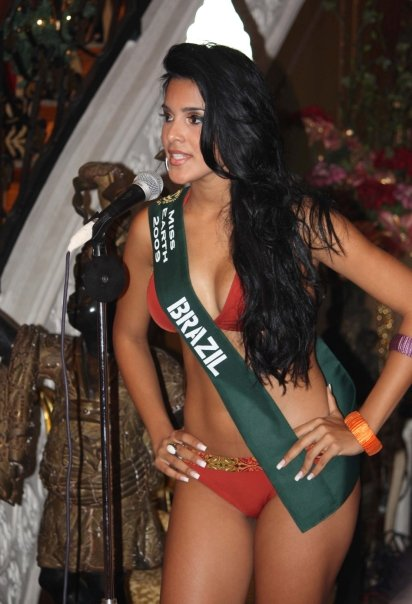
ラリッサ・ラモス（2009年）
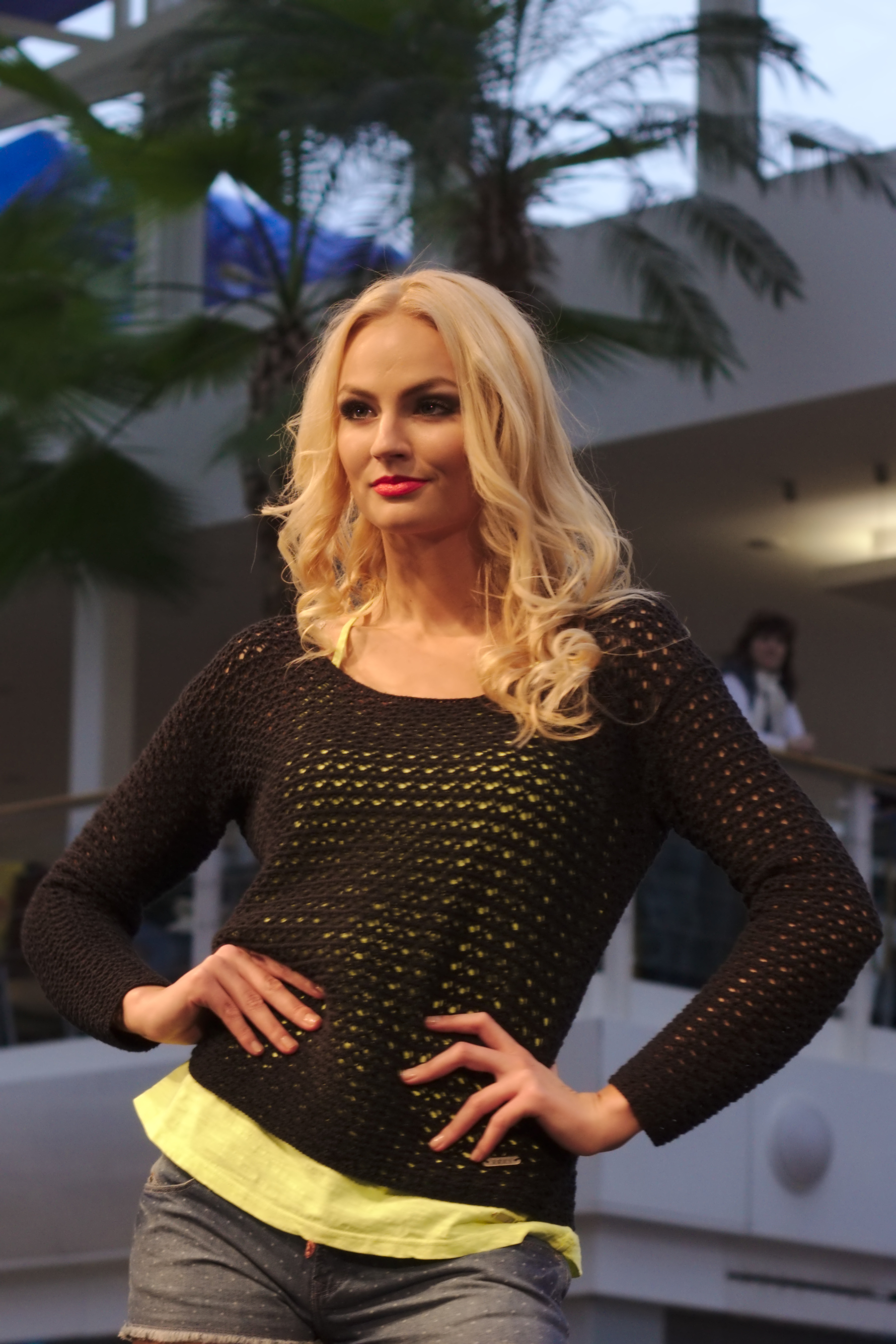
テレザ・フレボフスカ（2012年）
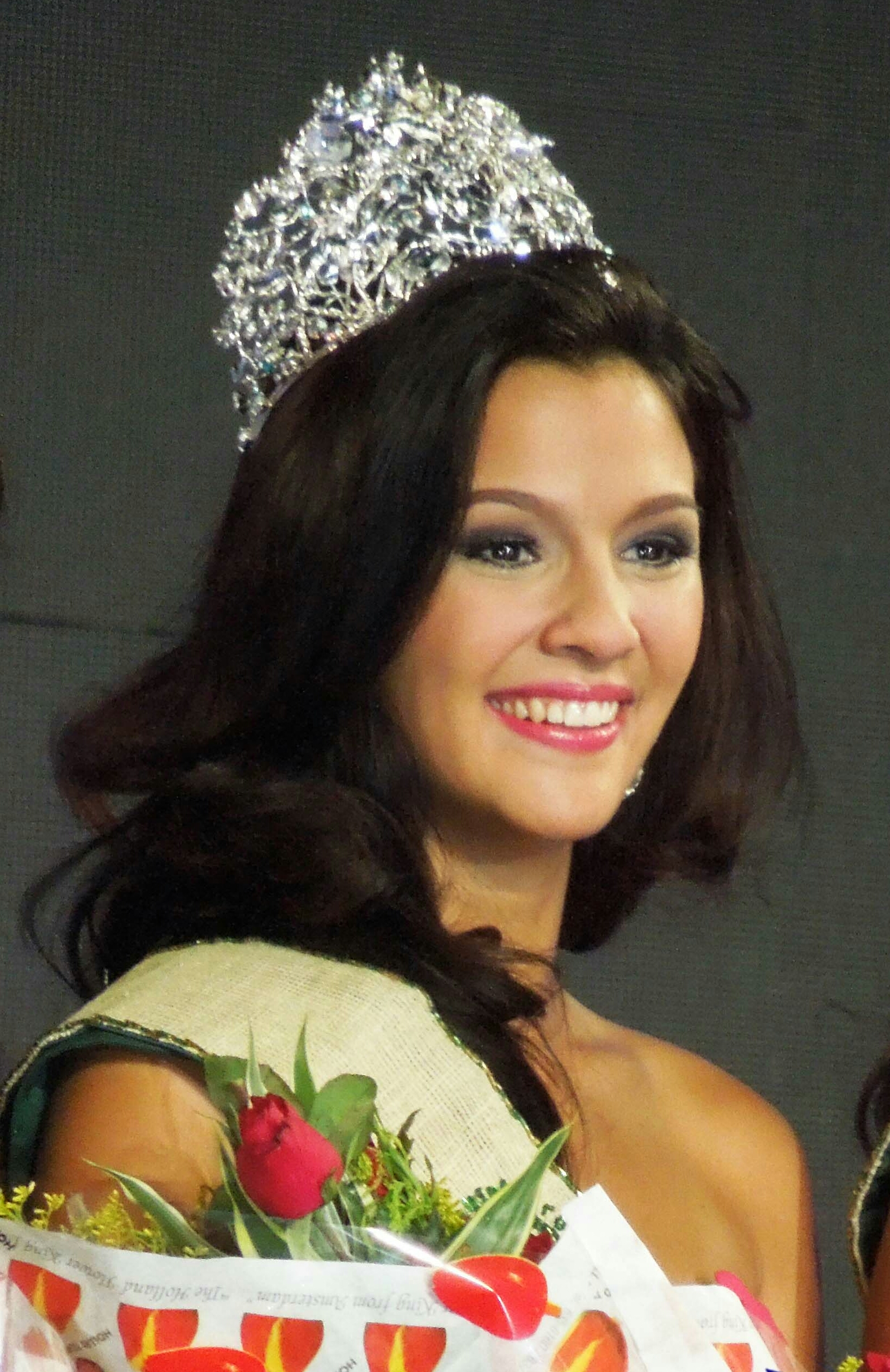
ジェイミー・ヘレル（2014年）
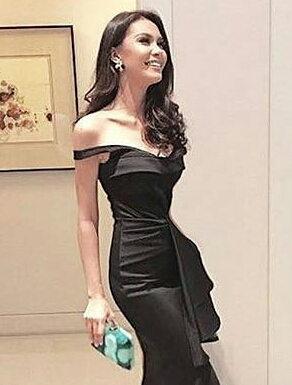
アンジェリア・オン（2015年）

## 優勝者出身国
2024年現在
| 優勝回数 | 国 |
| -------- | --- |
| 4        | フィリピン |
| 2        | ブラジル、ベネズエラ、エクアドル |
| 1        | デンマーク、ケニア、ホンジュラス、チリ、カナダ、インド、チェコ、ベトナム、プエルトリコ、アメリカ合衆国、ベリーズ、韓国、アルバニア、オーストラリア |

## 歴代のミス・アース 日本代表
- 2001年 ヒラヤマ ミスズ - ミス・フレンドシップ受賞
- 2002年 日本不参加
- 2003年 斉藤麻美
- 2004年 日本不参加
- 2005年 鈴木絵実
- 2006年 大野典子
- 2007年 富永良子
- 2008年 福村明美
- 2009年 高田知美
- 2010年 岸良真利奈 - 総合TOP7 タレントコンペティション入賞 ナショナルコスチューム優勝
- 2011年 前田智子 - 総合TOP16入り ナショナルコスチューム優勝
- 2012年 野田萌（MEGUMI） - 総合TOP16入り
- 2013年 堀川優
- 2014年 永田怜奈[15]
- 2015年 山田彩乃[16]
- 2016年 蜂谷晏海[17]
- 2017年 斎藤恭代[18]
- 2018年 田中美緒 - 総合TOP18入り
- 2019年 伊徳有加[19] - 総合TOP20入り
- 2020年 東出あんな[20]
- 2021年 吉田小夏[21]
- 2022年 松本真映[22]
- 2023年 大城きらり[23]
- 2024年 古川杏[24]
- 2025年 島内エミリア

### その他の著名受賞者
- 2011年
  - 渡辺志穂（元AKB48。ミス・アースジャパン選考会で準ミスの最高位「ミス・エアジャパン」を受賞）
  - 吉松育美（ミス・アースジャパン選考会で3位「ミス・ウォータージャパン」を受賞、その後2012年ミス・インターナショナル日本代表に選出され世界大会でも優勝）
  - 田辺岬（ミス・アースジャパン選考会で「JOYSOUND賞」を受賞）
  - 高野人母美（現プロボクサー。ミス・アースジャパン選考会でファイナリスト）
  - 粕谷奈美（現女優。ミス・アースジャパン選考会でファイナリスト）
  - 菅由彩子（ミス・アースジャパン選考会でファイナリスト）
  - 平塚千瑛（ミス・アースジャパン選考会でファイナリスト）
  - 湯川舞（ミス・アースジャパン選考会でファイナリスト）

- 2012年
  - 篠崎彩音（ミス・アースジャパン選考会で「旅工房賞」を受賞）
  - 広瀬彩香（ミス・アースジャパン選考会で準ミスの最高位「ミス・エアジャパン」を受賞）
  - 紀真耶（ミス・アースジャパン選考会で「JOYSOUND賞」を受賞。現・テレビ朝日アナウンサー。『お願い!ランキング』など出演番組多数）
  - 阿部桃子（ミス・アースジャパン選考会でファイナリスト）

- 2013年
  - 山田真以（ミス・アースジャパン選考会で3位「ミス・ウォーター・ジャパン」を受賞）
  - 吉田有希（ミス・アースジャパン選考会でファイナリスト）
  - 安田衣里（ビーチバレー選手。ミス・アースジャパン選考会でファイナリスト）

- 2014年
  - 杉浦亜衣（ミス・アースジャパン選考会で準ミスの最高位「ミス・エアジャパン」を受賞）[15]
  - 若尾綾香（ミス・アースジャパン選考会で3位「ミス・ウォータージャパン」を受賞。2014ミス・ユニバース徳島代表。2014miss SuperNational 日本代表。宇多田ヒカルのそっくりさんとしてモデル、タレントとして活動、出演番組多数。）
  - つのだ香澄（ミス・アースジャパン選考会で4位「ミス・ファイアージャパン」を受賞。2011ZENT sweeties、2014東京オートサロンイメージガール）[15]
  - 西村優奈（ミス・アースジャパン選考会で「JOYSOUND賞」を受賞）[15]
  - 田中梨乃（ミス・アースジャパン選考会でファイナリスト）[25]

- 2015年
  - 古賀あかね（ミス・アースジャパン選考会で3位「ミス・ウォータージャパン」を受賞。『恋んトス』（TBS）に出演。）
  - 神部美咲（ミス・アースジャパン選考会で「JOYSOUND賞」を受賞[16]。『オレたちゴチャ・まぜっ!〜集まれヤンヤン〜』（MBSラジオ）に出演。）

- 2016年
  - 豊島美優（ミス・アースジャパン選考会で準ミスの最高位「ミス・エアジャパン」を受賞。2017SUPER GT「YOKOHAMA ADVAN GAL」[26]）
  - 宮越愛恵（ミス・アースジャパン選考会で3位「ミス・ウォータージャパン」を受賞。2016SUPER GT「ITOCHU ENEX IMPUL LADY」、2017-2021レーシングミクサポーターズ）[17][27]
  - 青木麻璃奈（ミス・アースジャパン選考会でファイナリスト。2015スーパー耐久「Adenauレーシングガールズ」）[28]

- 2017年
  - 道京莉羅（ミス・アースジャパン選考会でファイナリスト。元並木橋ハイスクール生徒。「DJ RIRA」名義でDJ活動も行う[29]）
  - 小林愛里彩（ミス・アースジャパン選考会でファイナリスト。宇都宮ブリッツェン「ブリッツェンフェアリー自転車競技部」元メンバー、2018・2019エンドレスレディ[30]）

- 2018年
  - 奥井奈々（ミス・アースジャパン選考会でファイナリスト。NewsPicks初代キャスター、モデル）
  - 細川碧里（ミス・アースジャパン選考会でファイナリスト。「あおいみどり」の芸名でモデル活動）

- 2019年
  - 冨田麻友（ミス・アースジャパン選考会でファイナリスト。元AKB48第5期研究生[31]）
  - 冨田有紀（ミス・アースジャパン選考会でファイナリスト。テレビ東京アナウンサー）[32]

- 2021年
  - 宮崎向日葵（ミス・アースジャパン選考会でファイナリスト。「avex audition 2006」に合格。）

- 2023年
  - 長坂有紗（ミス・アースジャパン選考会で3位「ミス・ウォーター・ジャパン」を受賞。2022raffinee Lady、2023東京オートサロンイメージガール）[23]